# Yttrandefrihetsgrundlagen
Yttrandefrihetsgrundlagen (1991:1469), ofta förkortad YGL, är den yngsta av Sveriges grundlagar, och togs i bruk 1992. Yttrandefrihetsgrundlagen är tillsammans med tryckfrihetsförordningen en av de två så kallade mediegrundlagarna i Sverige. Lagen innehåller bestämmelser om grundlagsskydd för bland annat radio- och tv-sändningar och vissa webbplatser.
Lagen innebär bland annat att:
- Alla medborgare har rätt att uttrycka sina åsikter, tankar, känslor i radio, tv, videogram, ljudupptagningar eller andra sorters upptagningar.
- Ingen myndighet kan kräva att något som skall framföras i radio, tv eller annan sorts upptagning först måste granskas av en myndighet eller något annat allmänt organ (censurförbud). Undantaget är biofilmer som ska visas för barn under 15 år.
- Den som är upphovsman till ett radioprogram, tv-program eller liknande har rätt att vara anonym.

Lagen har flera likheter med tryckfrihetsförordningen men berör inte tryckta skrifter. Däremot omfattar den vissa webbplatser (databaser i grundlagens terminologi). Sedan 2003 är det möjligt att genom ett utgivningsbevis beviljas grundlagsskydd för vilken webbsida som helst (s.k. frivilligt grundlagsskydd). Ett automatiskt grundlagsskydd gäller, utan ansökan, för webbplatser som drivs av ett massmedieföretag.

## Yttrandefrihetsbrott
Yttrandefrihetsbrotten är begränsningar i yttrandefriheten, till exempel gällande hets mot folkgrupp. Yttrandefrihetsgrundlagen innehåller en hänvisning till tryckfrihetsförordningens brottskatalog. Därför sammanfaller yttrandefrihetsbrotten med tryckfrihetsbrotten. De omfattar arton brott mot staten eller enskild person, för fördjupning se "tryckfrihetsbrott".
Vid grova yttrandefrihetsbrott mot staten och vissa sekretessbrott finns inget anonymitetsskydd för upphovsmannen till en uppgift i radiosändning/TV-program/teknisk upptagning/webbsida. Även meddelarfriheten faller bort vid dessa grova yttrandefrihetsbrott.